# Rioux-Martin
Rioux-Martin è un comune francese di 240 abitanti situato nel dipartimento della Charente, nella regione della Nuova Aquitania.

## Società

### Evoluzione demografica
Abitanti censiti